# マテウス・アイアス・バローゾ・ロドリゲス
マテウス・アイアス・バローゾ・ロドリゲス（Matheus Aiás Barrozo Rodrigues、1996年12月30日 - ）は、ブラジル・パウマレス・パウリスタ出身のサッカー選手。ラシン・サンタンデール所属。ポジションはFW。

## クラブ経歴
2015年、グラナダCFのBチームでキャリアをスタートさせると、2017年の夏にワトフォードFCへと引き抜かれた。しかし、ワトフォードでは、トップチームでのプレー経験は無く、各シーズンをスペインのクラブへレンタル移籍してプレーしていた。
2020年8月21日、MLSのオーランド・シティSCに移籍し、2年半契約を結んだ。しかし、出場機会に恵まれなかったため、2021年7月4日、2021-22シーズンはレアル・オビエドへレンタル移籍することが発表された。
2022年7月8日、セグンダ・ディビシオンへの昇格を決めたラシン・サンタンデールと3年契約を交わした。